# Medalia „Meritul Militar”
Medalia „Meritul Militar” este cea mai importantă medalie de stat din Republica Moldova. În ierarhia priorității este urmată imediat de Medalia „Pentru Vitejie”.
Medalia „Meritul Militar” se conferă pentru acte de bărbăție și eroism în timpul operațiunilor de luptă, apărării independenței și suveranității Republicii Moldova, asigurării ordinii publice, apărării drepturilor și libertăților omului, pentru serviciu militar ireproșabil.

## Descriere

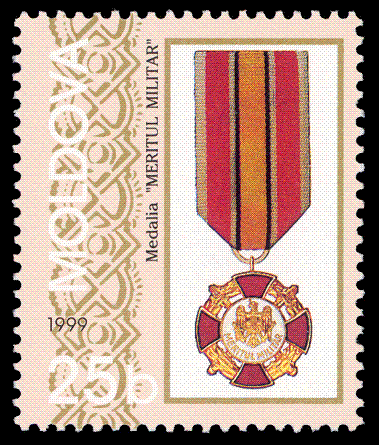
Imginea medaliei „Meritul Militar” pe un timbru din 1999

Medalia „Meritul Militar” se confecționează din tombac. Ea reprezentă o cruce puțin bombată, acoperită cu smalț roșu. În centru, pe suprafața unui cerc în relief, acoperit cu smalț alb, se află imaginea în relief a Stemei de Stat. Pe partea inferioară se află imprimată inscripția „Meritul Militar”. Crucea este încadrată pe circumferință de o coroană de lauri în relief. De sub cerc ies două spade încrucișate. Diametrul medaliei este de 30 mm. Medalia se fixează cu un inel de baretă, acoperită cu o panglică de moar în două dungi (portocalie-aurie și albă). Lățimea panglicii este de 25 mm.

## Persoane decorate

### Anii 1990
1995
- Sofronie Calancea – colonel[2]
- Valeriu Certan – locotenent-colonel[2]
- Efim Donos – colonel[2]
- Anatol Gorilă – locotenent-colonel[2]
- Anatol Munteanu – locotenent-colonel[2]
- Vladimir Pencovschi – locotenent-colonel[2]
- Vladimir Svetenco – locotenent-colonel[2]
- Iuri Urazov – colonel[2]
- Igor Cutie – participant la operațiunile militare[3]
- Ion Mocanu – participant la operațiunile militare[3]
- Boris Nebojenco – participant la operațiunile militare[3]
- Sveatoslav Neburac – participant la operațiunile militare[3]
- Vitalie Russu – participant la operațiunile militare[3]
- Iurie Savciuc – participant la operațiunile militare[3]
- Vladimir Baciu – locotenent-colonel[4]
- Valeriu Barba – plutonier adjutant[4]
- Pavel Cimpoieș – plutonier adjutant[4]
- Vladimir Cojocari – locotenent-colonel[4]
- Anatol Guboglo – colonel[4]
- Vasile Juravschi – locotenent-colonel[4]
- Victor Savin – locotenent-colonel[4]
- Victor Trascovschi – plutonier adjutant[4]

1996
- Anatol Bantuș – comandant al Școlii Republicane de Subofițeri de Poliție a Ministerului Afacerilor Interne[5]
- Ilie Macari[6]
- Anatol Munteanu[6]

1997
- Sergiu Ceban – locotenent-colonel[7]
- Oleg Demirov – maior[7]
- Valeriu Laur – colonel[7]
- Victor Macrinschi – colonel[7]
- Constantin Rusnac – colonel[7]
- Gheorghe Lambov – șef al Secției Ceadîr-Lunga a Direcției Serviciului de Stat Pază a Ministerului Afacerilor Interne[8]
- Nicon Toma – inspector superior în Direcția Serviciului de Stat Pază a Ministerului Afacerilor Interne[8]
- Ivan Voronovschi – ajutor al ofițerului de serviciu în Direcția Serviciului de Stat Pază a Ministerului Afacerilor Interne[8]
- Valeriu Ciolacu – comandant de companie în Unitatea Militară 1032 a Departamentului Trupelor de Carabinieri[9]
- Leonid Craevschi – comisar al Comisariatului liniar de poliție în transport Ungheni al Departamentului Afacerilor Interne în Transport[9]
- Iurie Florea – șef serviciu la Centrul Criminalistic[9]
- Valeriu Panțureac – inspector în plutonul de escortă al Batalionului Republican de Patrulare Rutieră[9]
- Valeriu Romașcan – șef serviciu la Comisariatul de Poliție al municipiului Bălți.[9]

1998
- Gheorghe Mihai – șef al secției raionale Hîncești a Ministerului Securității Naționale[10]
- Ion Ursu – prim-viceministru al securității naționale.[10]
- Anatol Pascal – colaborator al Serviciului de Protecție și Pază de Stat[11]
- Vitalie Țurcan – ostașul Armatei Naționale[12]
- Simion Adam – colonel[13]
- Mihail Agatiev – locotenent-colonel[13]
- Victor Cernei – locotenent-colonel[13]
- Mihail Dediu – locotenent-colonel[13]
- Victor Ilașciuc – locotenent-colonel[13]
- Ion Mastac – colonel[13]
- Alexandru Moțpan – colonel[13]
- Vladimir Muntean – locotenent-colonel[13]
- Ion Popruga – locotenent-colonel[13]
- Boris Slivca – colonel[13]
- Gheorghe Ureche – colonel[13]
- Igor Zaeț – maior[13]
- Aleksandr Baranciuk – șef de subsecție la Ministerul Securității Naționale[14]
- Ion Gheorghiu – locotenent de poliție[15]

### Anii 2000
2000
- Veniamin Costișanu – locotenent major de poliție, comandant de companie[16]
- Ștefan Lachi – locotenent de poliție, comandant de pluton[16]
- Nicolae Babin – locotenent-colonel[17]
- Victor Bulai – locotenent-colonel[17]
- Mihai Carajea – colonel[17]
- Iurie Cebanu – locotenent[17]
- Tudor Colesnic – colonel[17]
- Tudor Grușevschi – colonel[17]
- Igor Harlamov – căpitan[17]
- Ion Savciuc – colonel[17]
- Mihail Semionov – căpitan[17]
- Vitalie Stoian – maior[17]
- Ion Targon – colonel[17]
- Boris Ursu – căpitan[17]
- Valentin Verejan – general[17]
- Vergiliu Ciobănaș – maior de poliție[18]
- Eugen Garabagiu – locotenent-colonel de poliție[18]
- Valerian Gusev – căpitan de poliție[18]
- Vadim Railean – căpitan de poliție.[18]

2001
- Vladimir Koval[19]
- Alexandru Avornic – colonel[20]
- Victor Bordian – locotenent-colonel[20]
- Dumitru Cojuhari – colonel[20]
- Mihail Cutie – locotenent-colonel[20]
- Ion Dumitrașcu – colonel[20]
- Igor Gadîrca – maior[20]
- Oleg Petrachi – locotenent-colonel[20]
- Constantin Arnăutu – maior de poliție[21]
- Anatolie Bodrug – plutonier major de poliție[21]
- Veaceslav Catraniuc – maior de poliție[21]
- Iurie Gherciu – plutonier de poliție[21]
- Vladimir Preguza – locotenent-colonel de poliție[21]

2002
- Gheorghe Chiriac – locotenent-colonel[22]
- Vasile Dragomir – colonel[22]
- Efim Palmă – plutonier-adjutant[22]
- Vladimir Zmuncila – șef adjunct de secție în Serviciul de Protecție și Pază de Stat[23]
- Valeri Evnevici – general-locotenent [24]
- Mihail Tișcenco – căpitan [25]
- Vitalie Bucatari – locotenent-colonel[26]
- Vasile Cidiuac – colonel[26]
- Vasile Zavati – căpitan[26]
- Mihai Avram – colonel de poliție[27]
- Grigore Cojocari – locotenent-colonel de poliție[27]
- Ștefan Mangîr – maior de poliție[27]
- Ion Pîrău – maior de poliție[27]
- Vasile Popescu – locotenent-colonel de poliție[27]

2003
- Dumitru Starodub – colonel[28]
- Vladimir Gligor – colonel[29]
- Vladimir Mazîlo – colonel[29]
- Demian Muntean – membru al Prezidiului Consiliului Organizației Veteranilor din Republica Moldova[30]
- Andrei Busuncian – locotenent-major[31]
- Vitalie Coptu – locotenent-major[31]

2004
- Evgheni Smirnov – șef de secție în Serviciul de Protecție și Pază de Stat[32]
- Alexandru Pînzari – căpitan de poliție[33]
- Ion Varvariuc – maior de poliție[33]
- Iulian Ghenciu – maior[34]
- Mihail Olari – maior[34]
- Sergiu Vicol – sergent inferior[34]
- Dumitru Alcaz – colonel[35]
- Alexandr Șulga – locotenent-colonel[35]
- Valeriu Gnatiuc – căpitan de poliție[36]

2005
- Oleg Marian – locotenent major de poliție[37]
- Iurie Chirilov – plutonier de poliție[38]
- Vasile Miron – plutonier-adjunct de poliție[38]

2006
- Iacob Golban – inspector operativ de serviciu în Brigada de Poliție cu Destinație Specială "Fulger"[39]
- Anatolie Lungu – căpitan, locțiitor de comandant de batalion în Brigada 3 Infanterie Motorizată[40]

2007
- Petru Bîrcă – căpitan de poliție [41]
- Veaceslav Grajdian – plutonier major de poliție [41]
- Robert Chefer – căpitan de poliție[42]
- Valeriu Colța – maior de poliție[42]
- Anatolie Gudumac – maior de poliție[42]
- Ion Doțenco – locotenent-colonel[43]

2008
- Alexandr Goteanschii – maior[44]
- Victor Marahovschi – căpitan[44]
- Valentin Corlăteanu – locotenent-colonel de poliție[45]
- Victor Terzi – maior de poliție[45]
- Alexei Apostol – maior de poliție[46]
- Ivan Buzadji – locotenent-colonel de poliție[46]
- Serghei Capapclî – locotenent de poliție[46]
- Iurie Mocanu – căpitan de poliție[46]
- Ion Cozma – locotenent-major[47]
- Nicolae Gherbovei – colonel[47]
- Eduard Ohladciuc – locotenent-colonel[47]

2009
- Mihail Olaru – maior[48]
- Andrei Șarban – colonel[48]

### Anii 2010
2010
- Octavian Mustețanu – plutonier adjutant de poliție[49]
- Valeriu Roșca – căpitan de poliție[49]
- Victor Murzac – colonel în rezervă[50]
- Andrei Bulban – maior[51]

2012
- Vitalie Josan – plutonier adjutant[52]
- Vasili Ojoga – locotenent major[52]
- Ion Căliman – maior în rezervă[53]
- Artiom Marinov – locotenent-colonel în rezervă[53]
- Alexandru Balan – maior al Serviciului de Informații și Securitate [54]
- Iurii Pricop – locotenent-colonel al Serviciului de Informații și Securitate[54]
- Gheorghe Racovița – maior al Serviciului de Informații și Securitate[54]

2013
- Oleg Golic – colonel[55]
- Ilie Botnari – major[56]
- Dumitru Stoica – căpitan[56]

2014
- Pavel Lîsîl – șef de serviciu în Batalionul de Gardă[57]

2016
- Efim Muntean – locotenent-colonel în rezervă al Serviciului de Informații și Securitate al Republicii Moldova[58]
- Anatolie Croitoru – maior al Serviciului de Protecție și Pază de Stat[59]
- Un anonim[60]
- Denis Brașoveanu – maior[61]
- Anatolie Castraveț – maior[61]
- Oleg Guler – căpitan[61]
- Sergiu Macovei – locotenent-colonel[61]
- Igor Moraru – colonel[61]
- Olga Verbenco – locotenent-colonel[61]

2017
- Un anonim[62]

2019
- Ivan Boboc – plutonier-major[63]
- Vasile Macari – locotenent-colonel[63]
- Vitali Vidrașcu – sergent inferior[63]